# Maccabi Haifa
El Maccabi Haifa és un club poliesportiu de la ciutat de Haifa a Israel. Forma part de l'associació esportiva Maccabi.

## Història
El club es va crear el 1913. Les seves seccions més famoses són la de futbol i bàsquet, però també té seccions de natació, tennis, tennis de taula, voleibol, handbol, waterpolo, hoquei sobre gel, entre d'altres. El de Maccabi Haifa és coneguda pels seus uniformes verds.

## Secció de futbol
Guanyador de 12 lligues israelianes i 5 copes. Juga a l'estadi Sammy Ofer el segon més gran del país. El seu màxim rival és el Hapoel Haifa FC.

## Secció de bàsquet
La secció de bàsquet del Maccabi es fundà el 1954 sent un dels equips més antics d'Israel.